# Praga 7

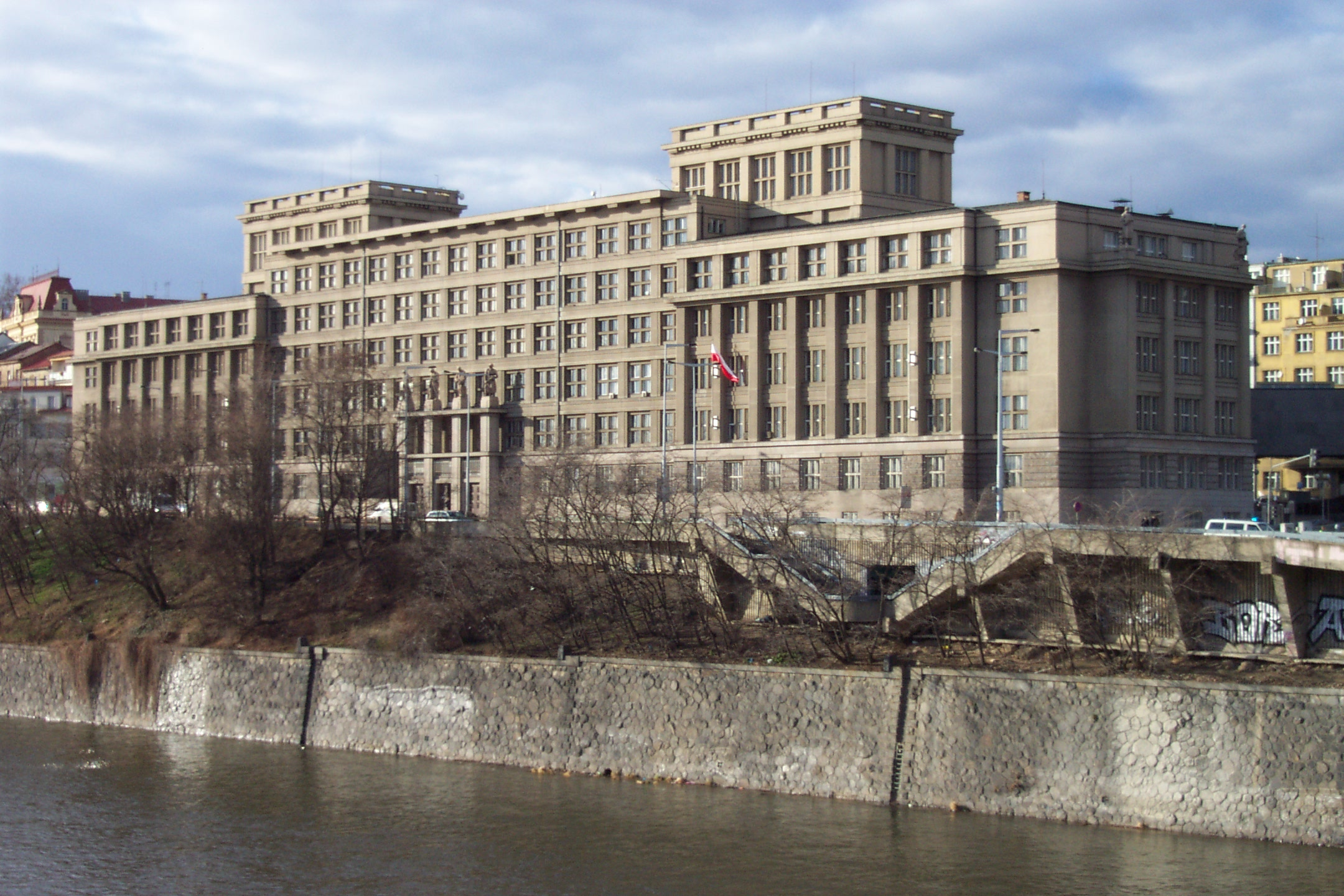
Praha, Holešovice, Budova Prahy

Praga 7 é um distrito municipal ( městská část ) de Praga, República Checa.
O distrito administrativo ( správní obvod )  com o mesmo nome é constituído pelos bairros Letná, Holešovice, Bubny, Bubeneč, Troja, bem como uma pequena parte de Libeň . É um dos  distritos mais pequenos de Praga e estende-se ao longo da margem esquerda do Vltava . Na parte norte está localizado Troja com o Zoológico de Praga . Está ligado ao centro da cidade pela linha C do metro . Outras atrações em Praga 7 incluem o estádio do clube de futebol checo AC Sparta, o centro cultural DOX Centro de Arte Contemporânea, o cinema Bio Oko, museus ( Museu Técnico Nacional e Museu Nacional da Agricultura) e o antigo centro de feiras Veletržní palác . Os parques Stromovka e Letná estão entre os maiores da capital.